# Gregory Paul Martin
Pour les articles homonymes, voir Martin.
Gregory Paul Martin est un acteur britannique né le 21 janvier 1957 à Londres (Royaume-Uni). Il est le fils du producteur George Martin et demi-frère de Giles.

## Filmographie
- 1984 : Ellis Island, les portes de l'espoir ("Ellis Island") (feuilleton TV) : Marco Santorelli
- 1990 : Malcolm Takes a Shot (TV)
- 1992 : Les Aventures d'un homme invisible (Memoirs of an Invisible Man) : Richard
- 1995 : Les Vendanges de feu (A Walk in the Clouds) : Armistead Knox
- 1996 : Sliders (TV)